# Chiesa dei Santi Martino e Giuliano
La chiesa dei Santi Martino e Giuliano è la parrocchiale di San Martino di Castrozza, frazione del comune sparso di Primiero San Martino di Castrozza in Trentino. Fa parte della zona pastorale della Valsugana e di Primiero nell'arcidiocesi di Trento e risale all'XI secolo.

## Storia

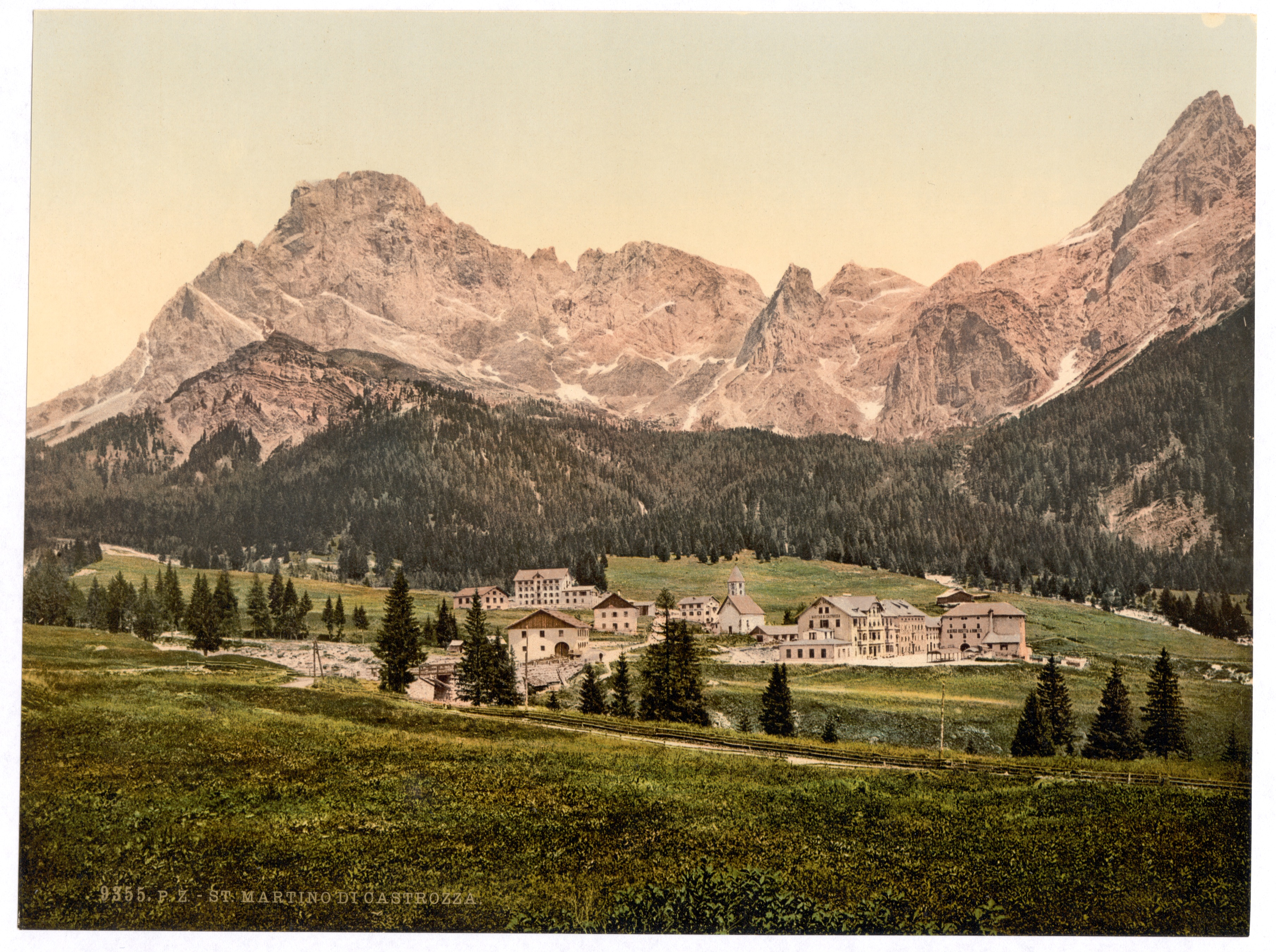
Centro abitato di San Martino di Castrozza alla fine del XIX secolo con la primitiva chiesa parrocchiale poi ricostruita

La storia di San Martino di Castrozza si lega in modo indissolubile alla fondazione del suo monastero benedettino che risale a un periodo di poco antecedente l'anno mille. La posizione scelta dipendeva dal fatto che si trova sul percorso che unisce la Val di Fiemme, da Paneveggio attraverso il passo Rolle, alla zona del Primiero con Fiera di Primiero e tale convento svolgeva anche il ruolo di ospizio per i pellegrini. La costruzione della chiesa è di circa un secolo posteriore e risale alla fine dell'XI secolo. Il monastero, che aveva una parte riservata ai religiosi ed una per i viandanti, venne soppresso da papa Martino V dopo il concilio di Costanza attorno al 1418.
La solenne consacrazione venne celebrata all'inizio del XIII secolo. Il primitivo luogo di culto venne poi riedificato nelle forme recenti nel 1912 e benedetta l'anno successivo. 
Giuseppe Zancolli da Verona nel 1928 decorò il catino absidale e la pala d'altare. Nel 1936 i Sebesta arricchirono coi loro dipinti le volte della sala. Nel 1954 venne elevata a dignità di chiesa parrocchiale.
Il lavoro di adeguamento liturgico venne realizzato entro gli anni sessanta. Al centro del presbiterio fu posta la mensa rivolta al popolo ottenuta in parte dall'altare maggiore storico smembrato. La custodia eucaristica è stata mantenuta nel suo tabernacolo originale ma spostata sulla parte destra dell'arco santo. Il fonte battesimale è stato realizzato in pietra e si trova sulla parte a sinistra dell'arco santo. Gli ultimi restauri conservativi interni sono stato eseguiti entro il 1974 mentre la pavimentazione del sagrato è stata rifatta nel 2006.

## Descrizione

### Esterni
La chiesa parrocchiale si trova nell'abitato di San Martino di Castrozza e mostra tradizionale orientamento a est. La facciata a capanna ha due spioventi ripidi e il portale è protetto da una tettoia chiusa. Sopra, in asse, tre sottili e alte finestre rettangolari formano una croce stilizzata e portano luce alla sala. La torre campanaria è quella originaria del XIII secolo e la cella si apre con due ordini di finestre a bifora con copertura a piramide a base quadrata. 
Sulla torre campanaria sono presenti 3 campane fuse dalla fonderia Luigi Colbacchini  di Trento nel 1923 e di nota Do4. 

### Interni

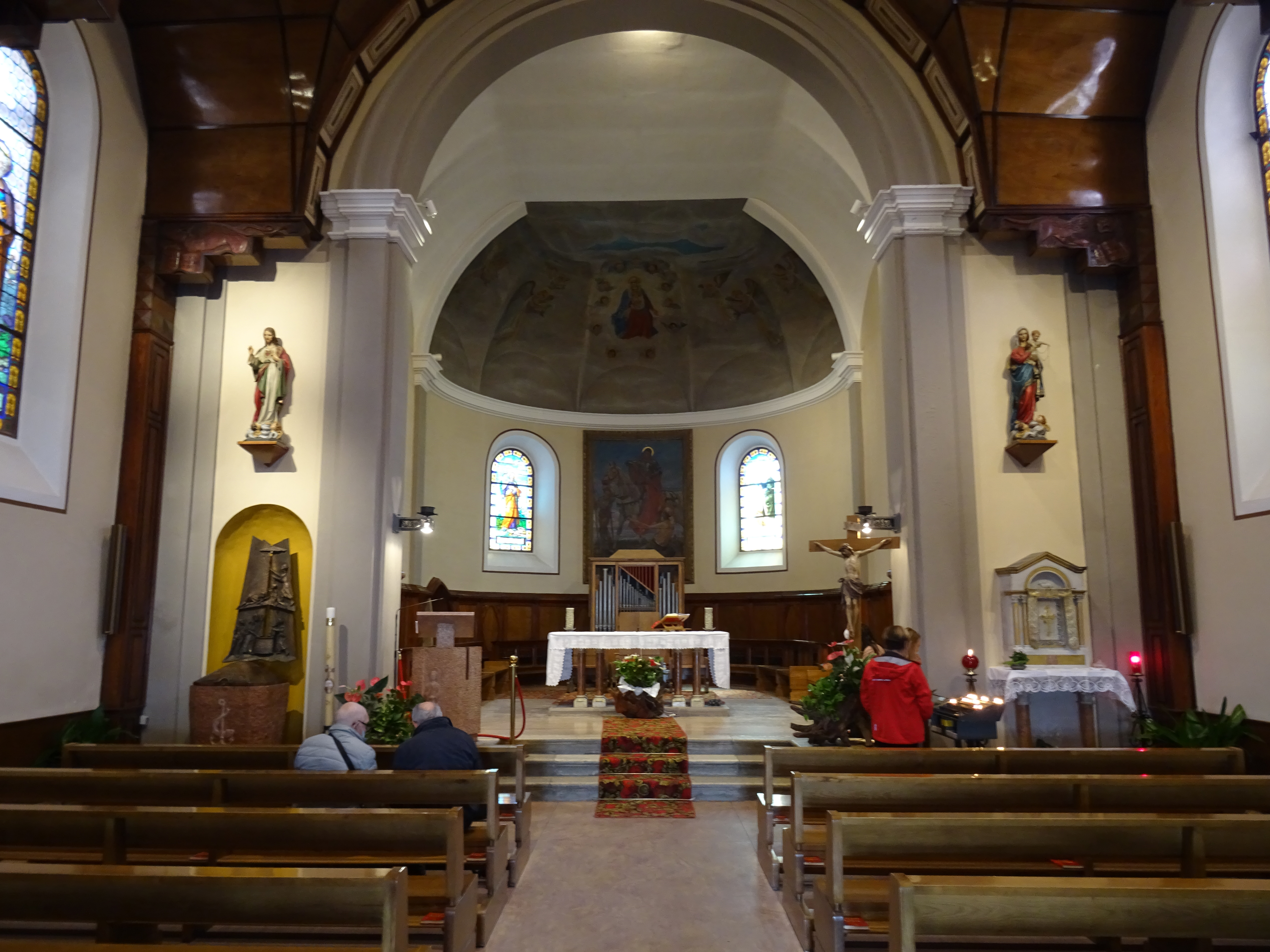
Interno

La navata interna è unica e il presbiterio è leggermente rialzato. Le decorazioni della volta absidale che raffigurano la Madonna con Gesù Bambino e angeli e la pala d'altare che raffigura San Martino sono attribuite al veronese Giuseppe Zancolli. Le pitture sulle parti lignee della volta sono di Matteo e Giuseppe Sebesta. 
Dietro l'altare è presente l'organo, realizzato dall'organaro Bartolomeo Formentelli (opus 9) nell'anno 1966. Di seguito la disposizione fonica: 
I manuale: 
Principale coperto 8p
Ottava 4p
Flauto in XII B. 
Decima quinta 2p
Ripieno grave 2F
Ripieno acuto 2F
Flauto in XII S. 
Cornetta S. 
Pedaliera (17 note) 
Contrabbasso